# JC Chasez

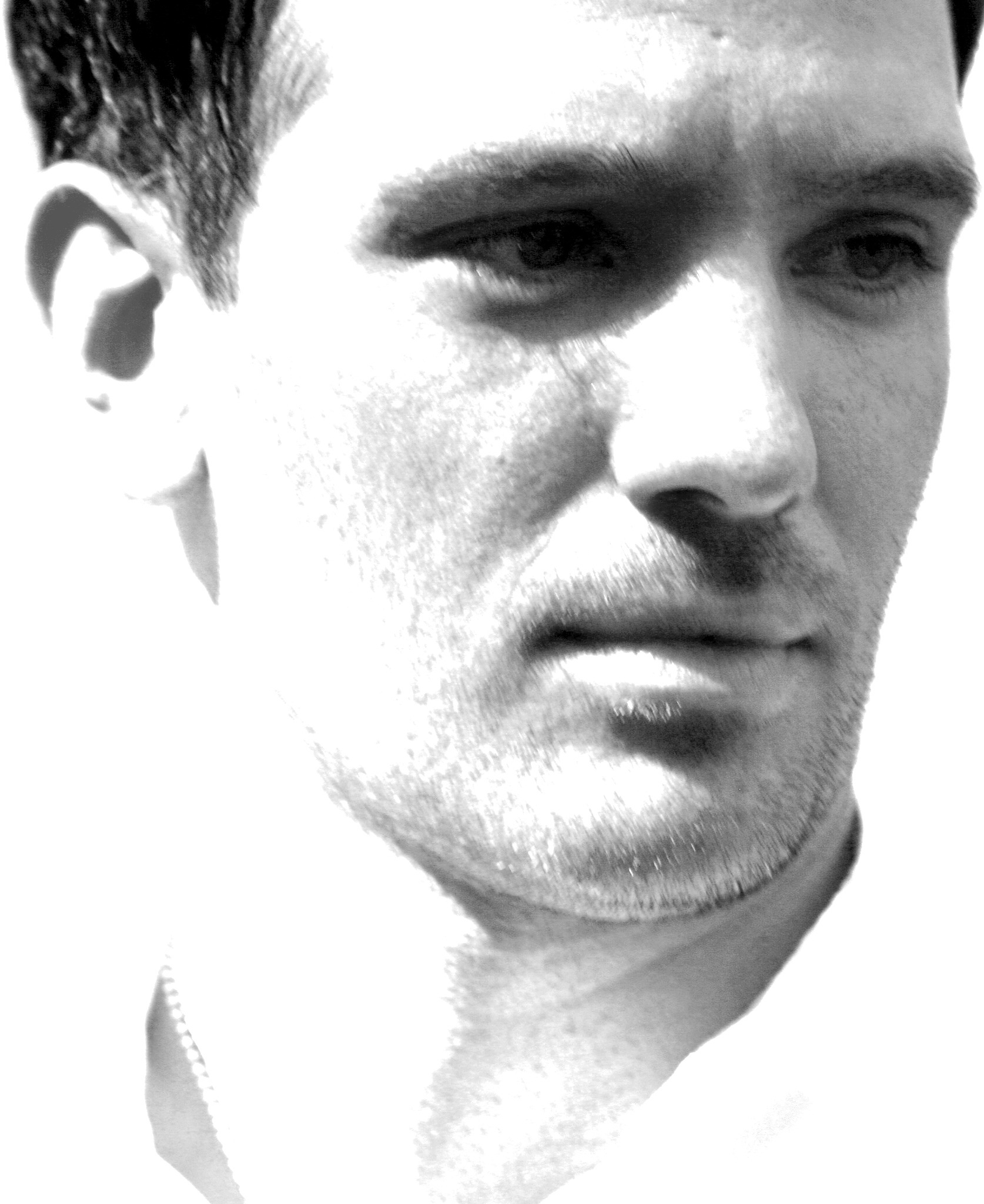
JC Chasez (2007)

Joshua Scott „JC“ Chasez (* 8. August 1976 in Washington, D.C.) ist ein US-amerikanischer Popmusiker, Songwriter, Moderator und Schauspieler. Einem breiten Publikum wurde er Ende der 1990er-Jahre als Mitglied und Frontsänger der ehemaligen Boygroup *NSYNC bekannt. In den 2000ern machte er sich auch als Solo-Interpret und Juror der Castingshow America’s Best Dance Crew einen Namen.

## Kindheit
Geboren wurde der Sänger zwar in Washington, D.C., doch aufgewachsen ist er in Bowie, Maryland, nachdem er im Alter von fünf Jahren von Karen und Roy Chasez adoptiert wurde.
Das Singen faszinierte ihn nicht von Beginn an. Mit zwölf Jahren nahm er an einer Talentshow teil, weil er mit einem Freund gewettet hatte. Er gewann den Wettbewerb und entdeckte das Singen für sich.
Kurz danach verließ er Bowie und ging zusammen mit seinem Vater Roy nach Orlando, Florida, um beim Disney's Mickey Mouse Club vorzusprechen. Dort wurde er direkt als Moderator eingestellt. Schon kurze Zeit später moderierte er zusammen mit Britney Spears, Christina Aguilera und Justin Timberlake. Als der Mickey Mouse Club 1994 abgesetzt wurde, ging er nach Bowie zurück.

## *NSYNC
Der Kontakt zu Justin Timberlake blieb bestehen. Als dieser einen Anruf von Chris Kirkpatrick bekam, der eine eigene Band gründen wollte, begleitete ihn Chasez zu diesem Treffen. Da die Chemie zwischen den dreien stimmte, gründeten sie gemeinsam *NSYNC, später stießen Lance Bass und Joey Fatone dazu.
Chasez arbeitete auch mit anderen Bands zusammen, so im Jahr 2000 mit der Band Boyz and Girlz united. Das Lied Messed around wurde von ihm geschrieben und produziert. Vom People Magazine wurde er auch kurz darauf zu einem der Top 100-Junggesellen gekürt. Auf dem dritten *NSYNC-Studioalbum Celebrity aus dem Jahre 2001 war Chasez ausführender Produzent und Songwriter von vier Titeln. Nachdem das Album kommerziell erfolgreich wurde, folgte auch eine weitere Konzerttournee und ein Remix zur letzten Single „Girlfriend“ mit Rapper Nelly.

## Solokarriere
Bereits im Jahre 2000 begann Chasez als Solokünstler mit Gastbeiträgen auf Alben anderer Interpreten mitzuwirken. So erschien seine Debütsingle „Bring It All To Me“ in Kollaboration mit Left Eyes neu gegründeter Band Blaque Ivory und erreichte Platz 5 der US-amerikanischen Single-Charts. Des Weiteren folgte im selben Jahr die Mitwirkung auf dem Song „Give In To Me“ des Jazz-Musikers Euge Groove aus dem gleichnamigen Album. Drei Jahre später nahm er mit Produzent Dallas Austin den Track „Blowin Me Up (With Her Love)“ auf, den Titelsong zum Nick-Cannon-Film Drumline. Der Song wurde ein internationaler Hit und erreichte unter anderem die Top-Twenty Irlands und des Vereinigten Königreichs und Ränge innerhalb der besten 40 in Kanada und den Vereinigten Staaten. Im selben Jahr lieh Chasez seine Stimme der Single „Plug It In“ aus dem Basement-Jaxx-Album Kish Kash. Der Song erreichte Platz 22 der britischen Single-Charts.
Die Nachfolgesingle „Some Girls (Dance With Women)“ konnte nicht an den Erfolg der vorherigen Single anknüpfen und erzielte lediglich Platz 88 der US-amerikanischen Single-Charts. Trotz dessen erschien, genau wie „Some Girls (Dance With Women)“ auch, im Jahre 2004 das Debütalbum Schizophrenic. Mit dem Album entfernte er sich von seinem ursprünglichen Contemporary R&B-beeinflussten Sound seiner ersten beiden Singles „Bring It All To Me“ und „Blowin Me Up (With Her Love)“ und veröffentlichte eine Elektro-Pop-Rock-Platte. Der Song „All Day I Dream About Sex (ADIDAS)“ wurde im Oktober 2004 als letzte Single des Albums veröffentlicht und erreichte die Top-50 in den belgischen, neuseeländischen und australischen Single-Charts. Durch Importverkäufe kletterte der Titel auf Rang 167 der britischen Single-Charts.
Kurz vor der Veröffentlichung seines zweiten Studioalbums The Story of Kate, angekündigt für das Jahr 2007, trennte sich sein Label Jive Records von Chasez. Dennoch erschienen bereits vorher zwei Singles „Until Yesterday“ und „You Ruined Me“ als Download ohne jeglichen Charterfolg. Viele für das Album geschriebene Song landeten neu aufgenommen auf den Alben seiner Kollegen wie bspw. den Backstreet Boys, Brian Transeau, David Archuleta, Girls Aloud oder AJ McLean. Von 2008 bis 2012 war Chasez neben Lil’ Mama und wechselnden dritten Jurymitgliedern als Juror in der international ausgestrahlten MTV-Tanzshow America’s Best Dance Crew, moderiert von Mario Lopez, tätig.

## Diskografie

### Studioalben
| Jahr | Titel         | Höchstplatzierung, Gesamtwochen, AuszeichnungChartplatzierungen (Jahr, Titel, Platzierungen, Wochen, Auszeichnungen, Anmerkungen) | Höchstplatzierung, Gesamtwochen, AuszeichnungChartplatzierungen (Jahr, Titel, Platzierungen, Wochen, Auszeichnungen, Anmerkungen) | Höchstplatzierung, Gesamtwochen, AuszeichnungChartplatzierungen (Jahr, Titel, Platzierungen, Wochen, Auszeichnungen, Anmerkungen) | Höchstplatzierung, Gesamtwochen, AuszeichnungChartplatzierungen (Jahr, Titel, Platzierungen, Wochen, Auszeichnungen, Anmerkungen) | Höchstplatzierung, Gesamtwochen, AuszeichnungChartplatzierungen (Jahr, Titel, Platzierungen, Wochen, Auszeichnungen, Anmerkungen) | Anmerkungen                            |
| Jahr | Titel         | DE | AT | CH | UK | US | Anmerkungen                            |
| ---- | ------------- | --- | --- | --- | --- | --- | -------------------------------------- |
| 2004 | Schizophrenic | — | — | — | UK46 (3 Wo.)UK | US17 (4 Wo.)US | Erstveröffentlichung: 24. Februar 2004 |

### Singles
| Jahr | Titel                                           | Höchstplatzierung, Gesamtwochen, AuszeichnungChartplatzierungen (Jahr, Titel, Platzierungen, Wochen, Auszeichnungen, Anmerkungen) | Höchstplatzierung, Gesamtwochen, AuszeichnungChartplatzierungen (Jahr, Titel, Platzierungen, Wochen, Auszeichnungen, Anmerkungen) | Höchstplatzierung, Gesamtwochen, AuszeichnungChartplatzierungen (Jahr, Titel, Platzierungen, Wochen, Auszeichnungen, Anmerkungen) | Höchstplatzierung, Gesamtwochen, AuszeichnungChartplatzierungen (Jahr, Titel, Platzierungen, Wochen, Auszeichnungen, Anmerkungen) | Höchstplatzierung, Gesamtwochen, AuszeichnungChartplatzierungen (Jahr, Titel, Platzierungen, Wochen, Auszeichnungen, Anmerkungen) | Anmerkungen                                                     | [↑]: gemeinsam behandelt mit vorhergehendem Eintrag; [←]: in beiden Charts platziert |
| Jahr | Titel                                           | DE | AT | CH | UK | US | Anmerkungen                                                     |                                                                                      |
| ---- | ----------------------------------------------- | --- | --- | --- | --- | --- | --------------------------------------------------------------- | ------------------------------------------------------------------------------------ |
| 2002 | Blowin’ Me Up (With Her Love) Drumline (O.S.T.) | — | — | — | UK13 (8 Wo.)UK | US35 (17 Wo.)US | Erstveröffentlichung: 3. Dezember 2002                          |                                                                                      |
| 2003 | Some Girls (Dance with Women) Schizophrenic     | — | — | —[UK: ↑] | UK13 (8 Wo.)UK | US88 (5 Wo.)US | Erstveröffentlichung: 11. November 2003 feat. Ol’ Dirty Bastard |                                                                                      |

Weitere Singles
- 2004: All Day Long I Dream About Sex
- 2006: Until Yesterday
- 2007: You Ruined Me

### Als Gastmusiker
| Jahr | Titel                     | Höchstplatzierung, Gesamtwochen, AuszeichnungChartplatzierungen (Jahr, Titel, Platzierungen, Wochen, Auszeichnungen, Anmerkungen) | Höchstplatzierung, Gesamtwochen, AuszeichnungChartplatzierungen (Jahr, Titel, Platzierungen, Wochen, Auszeichnungen, Anmerkungen) | Höchstplatzierung, Gesamtwochen, AuszeichnungChartplatzierungen (Jahr, Titel, Platzierungen, Wochen, Auszeichnungen, Anmerkungen) | Höchstplatzierung, Gesamtwochen, AuszeichnungChartplatzierungen (Jahr, Titel, Platzierungen, Wochen, Auszeichnungen, Anmerkungen) | Höchstplatzierung, Gesamtwochen, AuszeichnungChartplatzierungen (Jahr, Titel, Platzierungen, Wochen, Auszeichnungen, Anmerkungen) | Anmerkungen                                                       |
| Jahr | Titel                     | DE | AT | CH | UK | US | Anmerkungen                                                       |
| ---- | ------------------------- | --- | --- | --- | --- | --- | ----------------------------------------------------------------- |
| 1999 | Bring It All to Me Blaque | DE67 (9 Wo.)DE | — | CH57 (4 Wo.)CH | — | US5 (29 Wo.)US | Erstveröffentlichung: 19. Juli 1999 Blaque feat. JC Chasez        |
| 2004 | Plug It In Kish Kash      | — | — | — | UK22 (4 Wo.)UK | — | Erstveröffentlichung: 4. April 2004 Basement Jaxx feat. JC Chasez |

Weitere Gastbeiträge
- 2000: Give in to Me von Euge Groove aus dem Album Euge Groove
- 2003: Force of Gravity und Somnambulist von Brian Transeau aus dem Album Emotional Technology
- 2006: Watch Me Go von Girls Aloud aus dem Album Chemistry
- 2007: Treat Me Right von Backstreet Boys aus dem Album Unbreakable
- 2008: Don’t Let Go von David Archuleta aus dem Album David Archuleta
- 2010: Teenage Wildlife und Love Crazy von AJ McLean aus dem Album Have It All
- 2012: Animal von Kristina Maria aus dem Album Tell The World
- 2012: This I Promise You von Richard Marx aus dem Album A Night Out with Friends
- 2014: My Girl von Smokey Robinson aus dem Album Smokey & Friends
- 2015: Blow Up the Moon von Blues Traveler aus dem Album Blow Up the Moon

## Filmografie

### Filme
- 1999: Tarzan – Das Konzert (Tarzan in Concert with Phil Collins)
- 2000: Longshot – Ein gewagtes Spiel (Longshot)
- 2008: Killer Movie
- 2009: 21 and a Wake-Up
- 2014: Red Sky
- 2016: Opening Night

### TV-Serien
- 1993: Emerald Cove (1 Folge)
- 1999: Ein Hauch von Himmel (Touched by an Angel) (1 Folge)
- 2003: Greetings from Tucs (1 Folge)
- 2006: Ghost Whisperer – Stimmen aus dem Jenseits (Ghost Whisperer) (1 Folge)
- 2008: Las Vegas (1 Folge)

### Als Fernsehproduzent
- 2000: *NSYNC & Britney Spears: Your #1 Video Requests... And More!
- 2004: *NSYNC’s Challenge for the Children